# Sladd (rep)

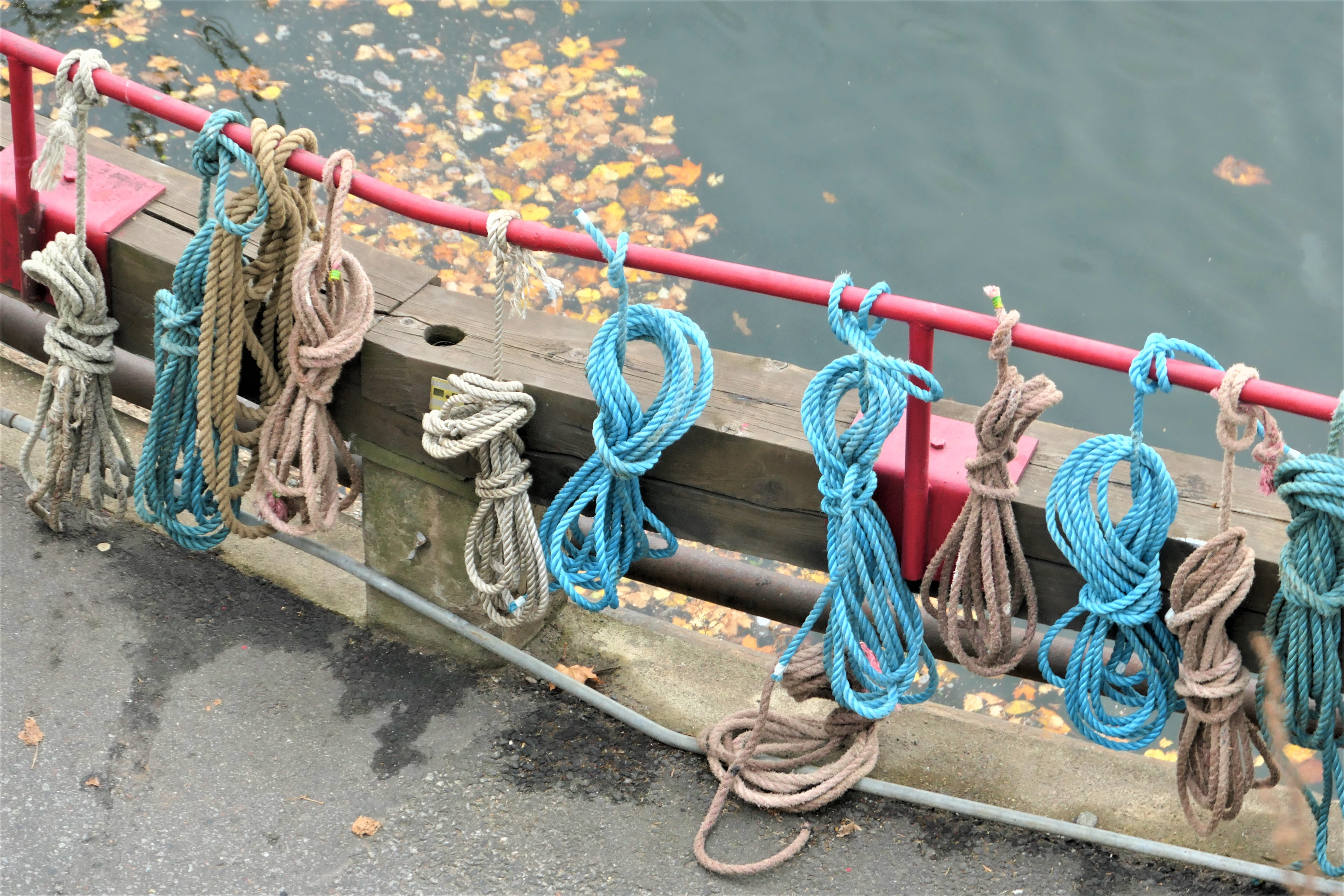
Tampar upphängda vid en torrdocka på Beckholmen i Stockholm.

Sladd eller tamp är en ända av en lina eller ett rep. Då man slår en knop på en lina arbetar man oftast med sladden. Benämningen "tamp" är särskilt vanlig i Västsverige och Norge.
Benämningen tamp används ibland även för en kortare lina i sin helhet.